# غار ستاره رو به اوج
غار ستارهٔ در حال طلوع (به انگلیسی: Rising star Cave) که نام کامل آن «سیستم غاری وست مینستر ستارهٔ رو به اوج» است در سایت میراث جهانی گهواره نوع بشر نزدیک کروگرزدراپ در آفریقای جنوبی، در شمال ژوهانسبورگ واقع شده‌است. در اکتبر سال ۲۰۱۳ میلادی برای دربرداشتن بیش از ۱۲۰۰ عنصر فسیلی انسان؛ که از ۷ تا ۲۸ نوامبر ۲۰۱۳ در آنجا کشف و فهرست شدند، این سیستم غاری قابل توجه جهانی قرار گرفت. این فسیل‌های کشف شده متعلق به حداقل ۶ فرد مختلف است. تا تابستان ۲۰۱۴ از ۲۰۶ استخوانی‌هایی که اسکلت انسان را تشکیل می‌دهند تنها ۲۰ قطعهٔ آن پیدا نشده بود. تا آوریل ۲۰۱۴ مجموعاً از دو سایت ۱۷۲۴ نمونه بدست آمده‌است.
اکتشاف‌های غار ستارهٔ رو به اوج از نظر میزان جلب توجه رسانه‌ها برای پوشش خبرهای زنده بسیار استثنایی بود. رسانه‌های اجتماعی مانند توییتر و یوتیوب، و تعداد زیادی از دیرین شناسان، انسان شناسان و باستان شناسان بین‌المللی در سایت جمع بودند. هزینه‌ها و کارهای این طرح به طور مشترک توسط دانشگاه ویتواترسرند و انجمن نشنال جئوگرافی تأمین و انجام می‌شد.